# أستريكس: لغز الإكسير السحري
أستريكس: لغز الإكسير السحري (بالفرنسية: Astérix: Le Secret de la Potion Magique)‏ هو فيلم رسوم متحركة فرنسي من إخراج ألكسندر أستير، شارك في الفيلم كل من كريستين كلافيير، جيالوم بريات وبرنارد آلان، صدر الفيلم في 5 ديسمبر 2018.

## وصلات خارجية
- أستريكس: لغز الإكسير السحري على موقع IMDb (الإنجليزية)
- أستريكس: لغز الإكسير السحري على موقع روتن توميتوز (الإنجليزية)
- أستريكس: لغز الإكسير السحري على موقع قاعدة بيانات الأفلام العربية
- أستريكس: لغز الإكسير السحري على موقع ألو سيني (الفرنسية)
- أستريكس: لغز الإكسير السحري على موقع بوكس أوفيس موجو (الإنجليزية)
- أستريكس: لغز الإكسير السحري على موقع فيلمافينيتي (الإسبانية)
- أستريكس: لغز الإكسير السحري على موقع قاعدة بيانات الأفلام السويدية (السويدية)
- أستريكس: لغز الإكسير السحري على موقع قاعدة بيانات الفيلم (الإنجليزية)
- أستريكس: لغز الإكسير السحري على موقع ليتربوكسد (الإنجليزية)
- أستريكس: لغز الإكسير السحري على موقع كينوبويسك (الروسية)